# Onno Hückmann
Onno Hückmann (* 26. April 1950 in Bremen) ist ein deutscher Diplomat. Vom 17. September 2012 bis Juni 2015 war er Botschafter in Namibia.

## Leben
Hückmann absolvierte nach dem Abitur zwischen 1969 und 1976 ein Studium der Rechtswissenschaften und legte 1976 die Erste juristische Staatsprüfung sowie nach dem zweijährigen juristischen Vorbereitungsdienst 1978 die Zweite Staatsprüfung ab. Danach war er zwischen 1978 und 1979 Wissenschaftlicher Mitarbeiter beim Landesamt für Schulpraxis und Lehrerprüfungen (LASL) von Bremen tätig.
1979 trat Hückmann in den Auswärtigen Dienst ein und war nach Absolvierung des zweijährigen Vorbereitungsdienstes für die Laufbahn des höheren Auswärtigen Dienstes sowie der Laufbahnprüfung zwischen 1981 und 1983 Ständiger Vertreter des Leiters des Generalkonsulates Nancy. Nach einer daran anschließenden Verwendung von 1983 bis 1985 als Kulturreferent an der Botschaft in Rumänien war er zwischen 1985 und 1987 Ständiger Vertreter des Botschafters in Mosambik.
Danach war Hückmann von 1987 bis 1990 Referent in der Afrikaabteilung des Auswärtigen Amtes in Bonn sowie im Anschluss Rechts- und Konsularreferent an der Botschaft in Argentinien, ehe er zwischen 1993 und 1996 im Auswärtigen Amt als Leiter einer Arbeitseinheit sowie danach von 1996 bis 1999 als stellvertretender Referatsleiter eingesetzt war.
1999 wurde Hückmann Ständiger Vertreter des Botschafters in Irland und kehrte nach Beendigung dieser Tätigkeit zwischen 2002 und 2008 ins Auswärtige Amt zurück, in dem er nunmehr als Referatsleiter arbeitete. Anschließend war er für ein Jahr Fellow am Weatherhead Centre for International Affairs der Harvard University tätig und fungierte im Anschluss von 2009 bis 2012 als Generalkonsul und Leiter des Generalkonsulats in Chicago.
Vom 17. September 2012 bis Juni 2015 war Hückmann Botschafter der Bundesrepublik Deutschland in Namibia und damit Nachfolger von Egon Kochanke, der wiederum Regionalbeauftragter für Afrika im Auswärtigen Amt wurde.